# Bosworthi csata
A bosworthi csatát, amely lezárta a rózsák háborúját, 1485. augusztus 22-én vívták az angliai Bosworth közelében. Az összecsapásban halt meg III. Richárd.

## Előzmények
A York-házbéli IV. Eduárd angol király 1461-ben legyőzte a Lancasterek seregét, és ezzel a győzelemmel a York-ház került Anglia trónjára. Halála után öccse, Glouchester hercege lett a régens. A Tudor-korabeli történetírók szerint megölette Edward fiait, akik halála után 1483-ban maga foglalta el a trónt III. Richárd néven.

## A csata
A Lanchester-házzal is rokonságban álló Tudor Henrik, aki franciaországbeli száműzetéséből tért vissza hazájába, VIII. Károly francia királytól kapott segítséget. A dél-walesi Milford Havenből indulva hadával London felé nyomult. Richárd Dadlington falu közelében, egy az idő tájt „Redemore”-nak nevezett, mocsaras réten várta be a támadókat. Az ütközetet azért nevezték el bosworthi csatának, mert Bosworth volt a csatamezőhöz legközelebbi vásárváros. A csata hadtörténeti érdekessége, hogy a Brit-szigeteken ekkor használtak először mezei hadak összecsapásában ágyúkat.
A király seregének nagyobbik felét a Stanley testvérek hadai, egyenként 3000 fővel alkották. Ezek támogatását azonban III. Richárd Lord Thomas Stanley fiának elraboltatásával kényszerítette ki.
Richárd serege Leicester felől, 1485. augusztus 21-én ért a helyszínre, és az Ambien-domb magaslatán hadrendbe állva várta Henrik hadait. Lord Thomas és Sir William Stanley seregei csak másnap érkeztek meg, de nem csatlakoztak Richárd egységeihez, hanem a csatamező másik szélén álltak fel. Henrik csapatai augusztus 22-én reggel, Atherstone felől értek a helyszínre, és gyakorlatilag menetből bocsátkoztak ütközetbe. A csata a Richárd oldalán harcoló Norfolk hercegének lovasrohamával vette kezdetét. A lovasok Henrik jobbszárnyát támadták meg, amelynek parancsnoka Oxford grófja volt. A kialakuló közelharcban Henrik testőrségével elszakadt a főerőktől. Richárd rátámadt és mintegy 1500 lovagjával igyekezett ellenfele közelébe férkőzni. Egy Vergil nevű, a csatáról a 16. század elején beszámoló történész szerint „A hadak közt mocsár húzódott, és Henrik ügyelt arra, hogy ez seregétől mindig balra legyen, védelmezve azt. Így cselekedvén a napot is hátuk mögött tudhatták.” Henrik oldalt kerülő manőverének másik oka az lehetett, hogy érkező csapatait Richárd serege ágyútűzzel fogadta.
Az ütközet elején Richárd állt nyerésre, de ekkor Thomas Stanley és William Stanley seregükkel együtt átállt Henrik oldalára. Richárd haderejét így átkarolták és bekerítették, gyalogságát felmorzsolták. Richárd serege megsemmisült. A király halálát egy véletlen okozta: Richárd lova egy sárgödörbe lépett és elsüllyedt, a királyt és közvetlen kíséretét a túlerő lekaszabolta. Erre utal Shakespeare III. Richárd című királydrámájának híres mondata: „Lovat! Lovat! Egy lóért országomat!”

## A csata közvetlen következményei
Mihelyst a csata sorsa eldőlt, Henrik kíséretével felvonult a Stoke Golding-hoz közeli, akkoriban „Garbrode”-nak nevezett dombra, és sebtében királlyá koronázták a győztest. Ennek emlékére a dombot azóta „Crown Hill”-nek nevezik.
Az elesettek emlékére Dadlingtonban építettek kápolnát – valószínűleg az egykori tömegsírokhoz közel.
Henrik feleségül vette IV. Edward lányát, Yorki Erzsébetet. Ezzel egyesítette a Lancaster-házat a York-házzal, azaz megalapította a Tudor-házat, aminek ő volt első uralkodója.

## III. Richárd földi maradványai
III. Richárd csontvázát a Leicesteri Egyetem kutatói 2012. szeptember 12-én találták meg a városuk egyik parkolójában feltárt, „Greyfriars”-nek nevezett középkori kolostor maradványai között. A maradványokat családfakutatással és DNS-vizsgálattal azonosították. Megállapították, hogy a király karcsú, nőies testalkatú férfi volt. A győztesek ellenséges hangvételű leírásaival ellentétben nem volt részlegesen béna, gerince viszont valóban meglehetősen görbe volt. A csontvázon tíz, valószínűleg fegyverek okozta sérülést találtak, ezek közül nyolcat a koponyán – e tényből gyanítható, hogy a király halála előtt elveszíthette sisakját. Nem tudni, hogy a sebek közül melyeket kapta életében, és melyeket (esetleg) halála után. Richárd kezét a temetés előtt valószínűleg összekötözték.
2013. február 8-án nyitották meg a III. Richárd életét és halálát bemutató kiállítást a leicesteri székesegyházban. A király maradványait is e templomban helyezték örök nyugalomra 2015-ben.